# Itatiaya apipema
Espèce
Itatiaya apipema est une espèce d'araignées aranéomorphes de la famille des Zoropsidae.

## Distribution
Cette espèce est endémique du Brésil. Elle se rencontre dans les États de Rio de Janeiro et de São Paulo.

## Description
Le mâle holotype mesure 6,10 mm et la femelle paratype 8,15 mm.

## Publication originale
- Polotow & Brescovit, 2006 : Revision of the Neotropical spider genus Itatiaya Mello-Leitão (Araneae, Ctenidae) with considerations on biogeographic distribution of species. Revista Brasileira de Zoologia, vol. 23, p. 429-442.